# عمر تلمسانی
عمر تلمسانی یا عمر التلمسانی (زاده ۴ نوامبر ۱۹۰۴ میلادی در گذشته ۲۲ می ۱۹۸۶ میلادی) با نام کامل عمر عبد الفتاح عبد القادر مصطفی التلمسانی در شهر درب الاحمر در مصر، سومین رهبر یا مرشد عام جماعت اخوان‌المسلمین مصر بود. پدرش اهل شهر تلمسان واقع در شرق الجزایر بود و در خانواده زمیندار و مرفه به دنیا آمده بود.

## زندگی‌نامه
تلمسانی در ۱۸ سالگی و زمانی که هنوز دانش آموز دبیرستان بود ازدواج کرد. از این ازدواج دارای دو پسر به نام‌های عابد و عبدالفتاح و دو دختر شد. همسر تلمسانی در زمان حیات او و در سال ۱۹۷۹ درگذشت. او دارای مدرک کارشناسی حقوق بود و به شغل وکالت اشتغال داشت.
تلمسانی در ۱۹۳۳ توسط حسن البنا و به اخوان المسلمین ملحق شد در آن زمان او نخستین وکیلی بود که به جماعت اخوان پیوسته بود. او سه بار در سالهای ۱۹۵۴، ۱۹۸۱ و ۱۹۸۴ میلادی به زندان افتاد. او پس از مرگ حسن الهضیبی در سال ۱۹۷۳ به رهبری اخوان رسید و این سمت را تا زمان مرگش در ۱۹۸۶ حفظ کرد. تلمسانی بیشتر به خاطر توانایی ویژه‌اش در برقراری گفتگو و تعامل با دیگر گروه‌های سکولار و جریان‌های اسلامگرای مخالف با اخوان، شناخته می‌شود. او ساختار اخوان را جوان کرد و پس از آزادی شمار زیادی از اعضای اخوان از زندان، در سالهای آخر حکومت انور سادات تشکیلات را بازسازی نمود.